# George Brayton

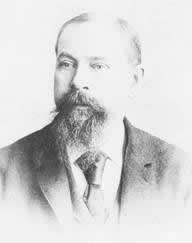
George Brayton (1830–1892)

George Bailey Brayton (* 3. Oktober 1830 in Crompton, West Warwick, Rhode Island, USA; † 17. Dezember 1892 in Kingsbury, Middlesex, England) war ein US-amerikanischer Maschinenbauingenieur. Bekannt wurde er durch den von ihm entwickelten atmosphärischen Verbrennungsmotor, der als einer der ersten kommerziell erfolgreichen gilt, sowie die Formulierung eines kontinuierlichen Verbrennungsprozesses, der die thermodynamische Grundlage für Gasturbinen und Strahltriebwerke darstellt. Dieser Prozess wird außerhalb der USA überwiegend Joule-Kreisprozess genannt.

## Herkunft und frühe Erfindungen
George Brayton wurde als Sohn von William H. und Minerva (Bailey) Brayton geboren. Sein Vater war Betriebsleiter einer kleinen Baumwollspinnerei und erfand kleinere Vorrichtungen und Geräte für Webstühle. George entwickelte früh ein mechanisches Talent. Er besuchte die Grundschule im benachbarten Pond Factory und experimentierte ab etwa 1853 auf der vom Vater inzwischen gekauften Farm bei Warwick (Rhode Island) mit Dampfmaschinen. Er absolvierte das Scituate Seminary – gemeint ist wahrscheinlich das Smithville Seminary in Smithville-North Scituate (Rhode Island) – und arbeitete danach als Maschinist in der mechanischen Werkstätte von Tom Hill in Providence (Rhode Island), ehe er zur ebenfalls in Providence ansässigen Corliss Steam Engine Company wechselte. Zu seinen frühen Erfindungen gehören ein Hinterlader-Gewehr, eine Bolzenmaschine zur Herstellung von Flüssigbehältern und Gasbehälter.

## Dampfmaschinen und -erzeuger
Ab 1848 beschäftigte er sich mit Dampferzeugern. Letzteres führte zu einem Patent auf einen sektionsweise aufgebauten Erzeuger, den die Exeter Machine Works in Exeter (New Hampshire) und Boston für ihre serienmäßig hergestellten Dampfmaschinen verwendeten. George Brayton unterhielt in Exeter seine Versuchswerkstatt. Gemäß seinem Bruder Frank Brayton baute George 1856 einen vierrädrigen Dampfwagen mit von ihm entwickelter Maschine und Erzeuger, der in East Greenwich auf öffentlichen Straßen gefahren sein soll.

## Brayton's Ready Motor

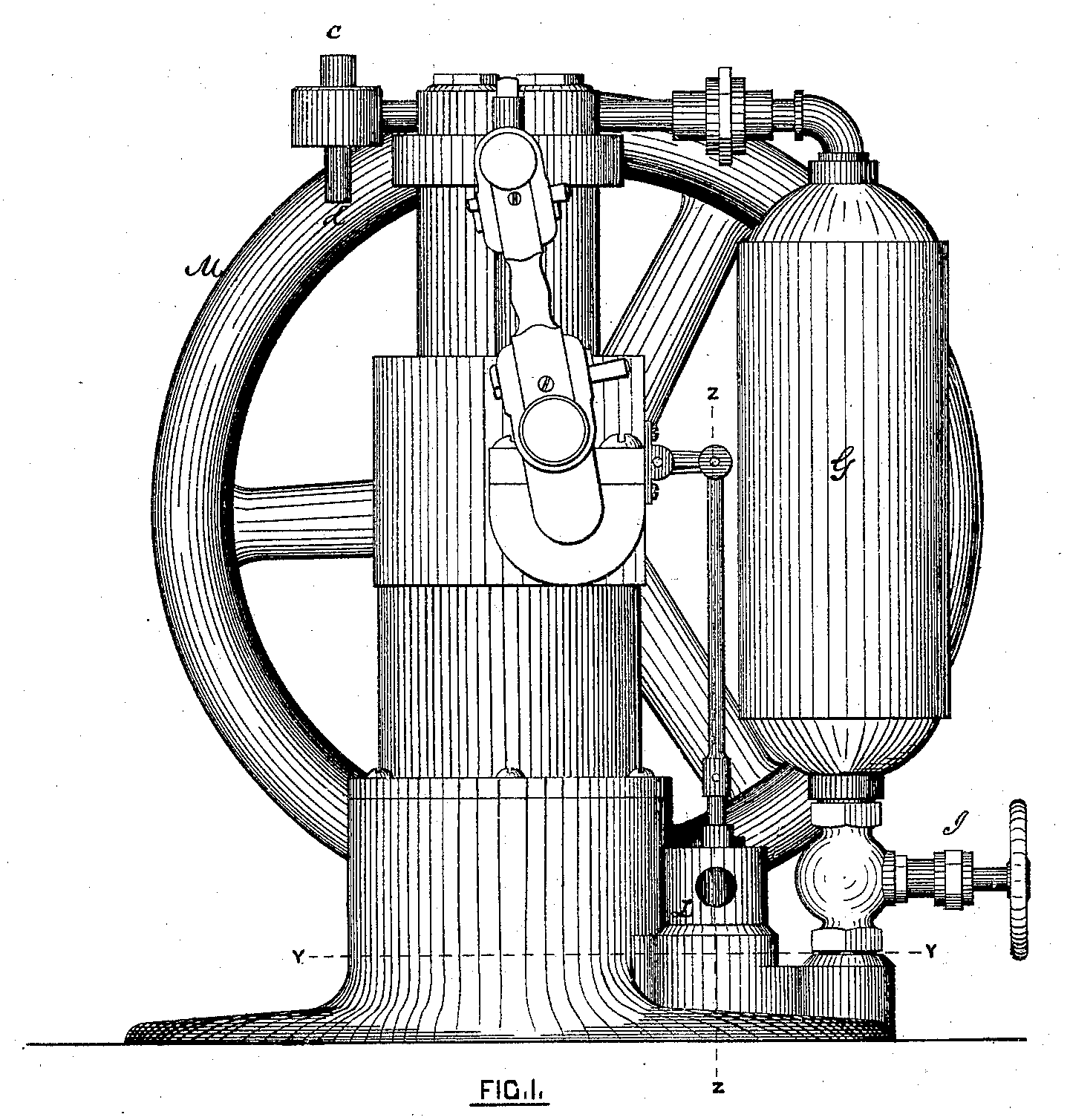
Zeichnung 1 aus US-Patent 125166

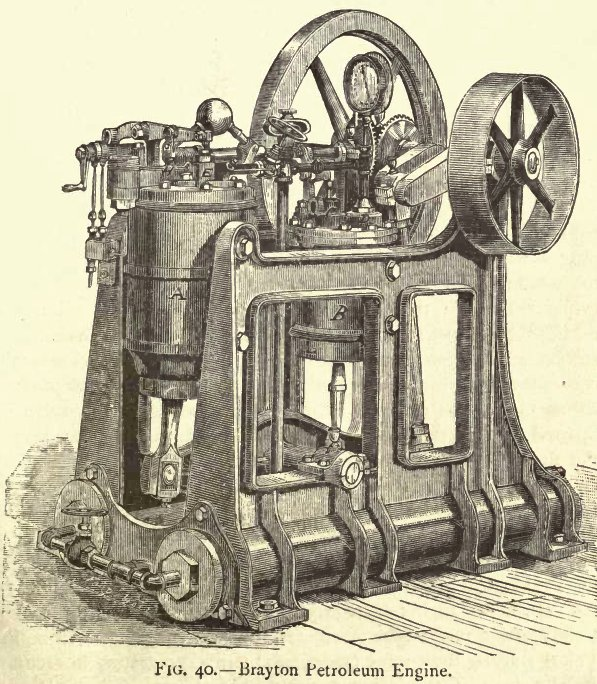
Lithographie eines Brayton-Motor

Außerdem beschäftigte sich Brayton auch mit atmosphärischen Verbrennungsmotoren und konstruierte den nach ihm benannten Brayton ready motor. In diesem wird ein Gas-Luftgemisch in den Brennraum geleitet, wo es unter Druck auf einem erhitzten Rohrgeflecht verbrannt wird. Zündkerze und Vergaser sind nicht erforderlich. Der Brayton-Motor wurde als Stationärmotor entwickelt und arbeitete ursprünglich mit Gas. Ein Arbeitsspiel geht über zwei Takte (eine Umdrehung der Kurbelwelle). Zu jedem Zylinder (hier Arbeitszylinder genannt) gibt es eine Druckluftpumpe, die Kompressionszylinder genannt wird. Anders als die Spülpumpe eines herkömmlichen Zweitaktmotors erzeugt sie den Verdichtungsdruck (Brayton-Kreisprozess, auch Joule-Prozess genannt). Dafür erhielt Brayton am 2. April 1872 ebenfalls ein Patent. Eine verbesserte Version mit Öl als Treibstoff wurde am 2. Juni 1874 patentiert. Der Wirkungsgrad erwies sich bald als schlechter als jener des Ottomotors, sodass sich der Brayton-Motor letztlich nicht durchsetzte. Er gilt aber, neben Étienne Lenoirs Gasmotor als einer der ersten kommerziell erfolgreichen Verbrennungsmotoren und Entwicklungsschritt zur Gasturbine.
Brayton stellte seinen Motor 1876 an der Centennial Exhibition in Philadelphia aus.

## Fahrversuche
Die Stadt Providence (Rhode Island) testete eine Straßenbahn mit Brayton-Motor und in Pittsburgh wurde 1878 ein Omnibus mit einem solchen Motor erprobt. Brayton baute dieses Versuchsfahrzeug mit den Maschinisten George und James Fawcett (Vater und Sohn), die Karosserie stellte der Schreiner George Fritz her. Es hatte Hinterradantrieb mittels Antriebsketten und Vorgelegewelle, ein Getriebe mit Spiralzahnrädern und eine Reibungskupplung. Der Motor funktionierte, war aber viel zu schwach für den massiven Bus und neigte daher zum Überhitzen. Im Sommer 1879 mussten die Tests auf Anordnung der Stadt Pittsburgh abgesetzt werden. James Fawcett schrieb später dazu, dass die Versuche ein völliger Fehlschlag gewesen seien.

## Der Brayton-Motor und das Selden-Patent

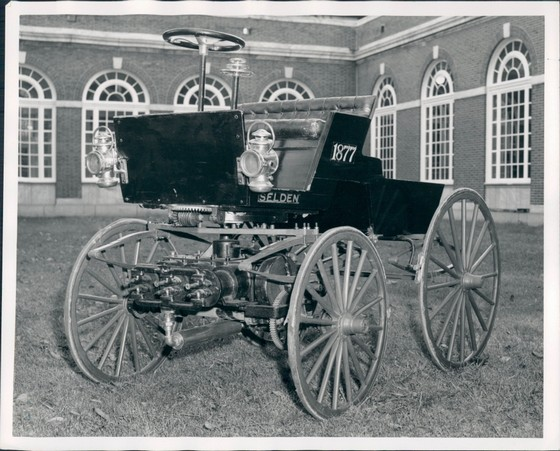
Nachbau der Selden Road Engine (1877–1878 resp. 1905).

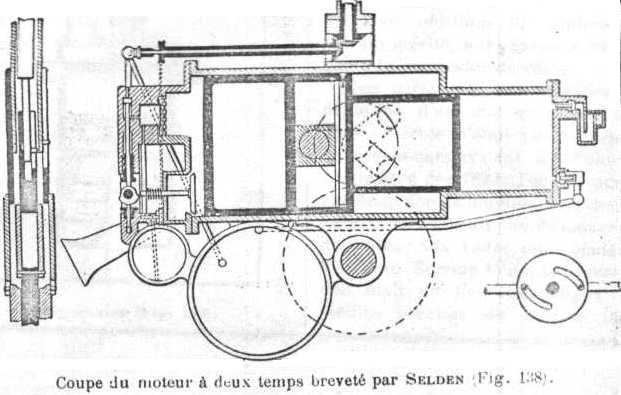
Der von Selden verbesserte Brayton-Motor in der Selden Road Engine.

Eine verbesserte Version des Brayton ready motor war Bestandteil von George Baldwin Seldens Selden Road Engine von 1877, die 1879 zum Patent eingereicht wurde. Nach zahlreichen Änderungsanträgen wurde erst Ende 1895 ein Patent ausgestellt. Darauf beherrschte das Brayton-Prinzip juristisch für einige Jahre den Fahrzeugmarkt in den USA, ohne dass es je zu einer Serienfabrikation eines Automobils mit Brayton-Motor gekommen wäre. Im Selden-Patentstreit wurde juristisch festgestellt, dass Brayton kein leichtes und funktionsfähiges Motorfahrzeug gebaut habe und dass insbesondere der Omnibus für Pittsburgh nur „experimentellen“ Charakter gehabt habe. Braytons Versuch in Pittsburgh wie auch James Fawcetts Feststellung eines völligen Fehlschlags wurde in diesem Verfahren erwähnt.
Brayton war verheiratet mit Rhoda. Die Familie lebte in Boston.

## Ehrungen
Das 2004 gegründete Engineering-Unternehmen Brayton Energy in Hampton (New Hampshire) führt seinen Namen auf George Brayton zurück.